# Sime Darby
Sime Darby ist ein malaysisches Unternehmen mit Firmensitz in Kuala Lumpur. Es ist im FTSE Bursa Malaysia KLCI an der Börse Malaysia gelistet.
Sime Darby ist als Mischkonzern in Malaysia tätig. Im Unternehmen sind über 104.000 Mitarbeiter beschäftigt.
Gegründet wurde das Unternehmen 1910 durch die britischen Unternehmer William Sime und Henry Darby, die Plantagen zur Gummiproduktion anlegten. Auch wurde Palmöl und Koka in jener Zeit angebaut. Das Unternehmen fusionierte im Januar 2007 mit dem 1821 in Singapur von Alexander Guthrie gegründeten Handelsunternehmen Kumpulan Guthrie Berhad. In die Fusion einbezogen wurde das malaysische Immobilienunternehmen Golden Hope, das in seiner Unternehmensgeschichte bis 1905 zurückreicht, als die britischen Unternehmer Daniel Harrison, Smith Harrison und Joseph Crosfield Grundstücke zum Tee- und Kaffeeanbau in Südostasien erwarben.
2003 gehörte das Unternehmen zu den Gründungsmitgliedern des Runden Tisches für nachhaltiges Palmöl (RSPO).
Der größte Teil des Umsatzes von Sime Darby stammt auch heute noch von seinen umfangreichen Plantagenbesitzungen in Malaysia und auf den indonesischen Inseln von Sumatra, Borneo und Sulawesi. 2010 war Sime Darby der größte Palmölproduzent der Welt. Das Unternehmen betrieb 2010 fast 600.000 Hektar Plantagen und lieferte etwa sechs Prozent der Weltproduktion.
Im November 2017 wurden die Einheiten Sime Darby Property und Sime Darby Plantations als eigenständige börsennotierte Unternehmen abgespalten.